# Hellinsia pacifica
Hellinsia pacifica là một loài bướm đêm thuộc họ Pterophoridae. Nó được biết đến ở Nam Phi.